# The Mortal Instruments

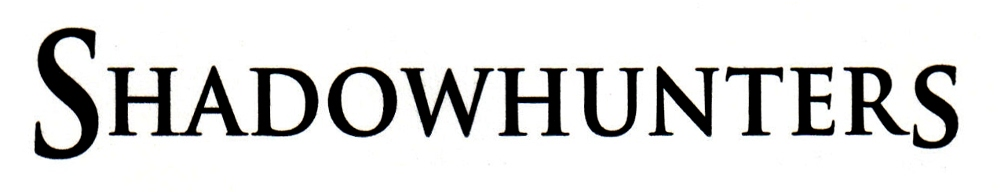
Logo italiano della serie

The Mortal Instruments, nota anche come The Mortal Instruments - Shadowhunters, è una serie di romanzi urban fantasy, scritta da Cassandra Clare e ambientata nel 2007. La storia racconta le vicende della sedicenne Clarissa "Clary" Adele Fray.

## I libri
La serie include sei romanzi:
- Shadowhunters - Città di ossa (The Mortal Instruments - City of Bones), pubblicato in inglese il 27 marzo 2007[1], in italiano il 6 novembre 2007.

- Shadowhunters - Città di cenere (The Mortal Instruments - City of Ashes), pubblicato in inglese il 25 marzo 2008[2], in italiano il 9 settembre 2008.

- Shadowhunters - Città di vetro (The Mortal Instruments - City of Glass), pubblicato in inglese il 24 marzo 2009[3], in italiano il 1º settembre 2009.

- Shadowhunters - Città degli angeli caduti (The Mortal Instruments - City of Fallen Angels), pubblicato in inglese il 5 aprile 2011[4], in italiano il 25 ottobre 2011.

- Shadowhunters - Città delle anime perdute (The Mortal Instruments - City of Lost Souls), pubblicato in inglese l'8 maggio 2012[5], in italiano il 16 ottobre 2012.

- Shadowhunters - Città del fuoco celeste (The Mortal Instruments - City of Heavenly Fire), pubblicato in inglese il 27 maggio 2014[6], in italiano l'8 luglio 2014.[7]

## Personaggi
- Clarissa Adele Fray: una Cacciatrice cresciuta come "mondana", ovvero umana o civile, dalla madre Jocelyn.
- Jace Christopher Herondale: vive con i Lightwood nell'Istituto di New York dopo che il padre Michael Wayland morì quando lui aveva dieci anni.
- Simon Lewis: è membro, insieme agli amici Eric, Matt e Kirk, di una band che cambia continuamente nome.
- Isabelle Sophia Lightwood: È un'abile e affascinante shadowhunter, la sua collana è in grado di percepire le presenze demoniache di tutti i tipi.
- Alexander Gideon Lightwood: è il compagno in battaglia di Jace, e la sua arma prediletta è l'arco.
- Magnus Bane: sommo Stregone di Brooklyn.
- Maxwell Joseph Lightwood: fratello minore di Alexander e di Isabelle.
- Luke Garroway: un tempo era un Cacciatore prima di essere trasformato in un licantropo, è il compagno di Jocelyn.
- Jocelyn Fray: la madre di Clary.
- Valentine Morgenstern: padre di Clary, è stato il principale responsabile della Rivolta.
- Jonathan Christopher Morgenstern

## Adattamenti
Del primo libro è stato realizzato un graphic novel in lingua inglese, pubblicato mensilmente da Th3rd World a partire da settembre 2012: la storia, in nove parti, è adattata da Mike Raicht, illustrata da Nicole Virella e Val Freire, e colorata da Jeremy Mohler. La graphic novel è stata pubblicata online nella sua interezza il 6 agosto 2013.
Nel 2010 la Costantin Features, insieme a Screen Gems e Unique Features, ha acquistato i diritti cinematografici dei libri. Il primo film, Shadowhunters - Città di ossa, diretto da Harald Zwart, è uscito nelle sale cinematografiche il 23 agosto 2013, con protagonisti Lily Collins nel ruolo di Clary Fray e Jamie Campbell Bower in quello di Jace Wayland. La Constantin ha annunciato che la produzione del seguito, Città di cenere, sarebbe iniziata a fine 2013, ma questa è stata poi rinviata al 2014 e infine definitivamente cancellata.
A ottobre 2014, la Constantin Film ha annunciato la trasposizione dei romanzi in una serie televisiva per Freeform, nuovo nome di ABC Family, intitolata Shadowhunters, le cui riprese sono iniziate il 25 maggio 2015 e si sono concluse a ottobre. La serie è stata trasmessa per la prima volta il 12 gennaio 2016. Clary Fray è interpretata da Katherine McNamara, Jace Herondale da Dominic Sherwood, Isabelle (Izzy) Lightwood da Emeraude Toubia, Alexander (Alec) Lightwood da Matthew Daddario e Magnus Bane da Harry Shum Jr..